# Shirley Temple
Shirley Temple, ameriška igralka, poslovnica in diplomatka, * 23. april 1928, Santa Monica, Kalifornija, Združene države Amerike, † 10. februar 2014, Woodside.
Nastopati je pričela pri starosti treh let in zaslovela kot otroška igralka; njen šarm in nadarjenost so opazili šefi studia Fox Films (predhodnika 20th Century Fox) in že leta 1934 je bila glavna zvezdnica filma Bright Eyes, ki so ga napisali posebej zanjo. Do 10. leta starosti je nastopila v 29 filmih in nizala uspešnice, kot so Curly Top (1935), Little Miss Marker (1936) in Heidi (1937), večinoma komične drame z glasbenimi in plesnimi vložki, polne sentimentalizma ter melodramatičnosti, kakršne so bile priljubljene pri občinstvu v času velike gospodarske krize. Leta 1935 je prejela prvega oskarja v kategoriji otroških igralcev. Ob nastopu adolescence je njena privlačnost pri občinstvu zbledela in do 21. leta je posnela le še 14 filmov, v starosti 22 let pa je svojo filmsko kariero končala.
Konec 1950. let se je udejstvovala na televiziji v priložnostnih gostujočih vlogah in kot pripovedovalka v seriji Shirley Temple's Storybook. V 1960. letih je postala dejavna v politiki. Kot kandidatka kalifornijske podružnice Republikanske stranke je leta 1967 neuspešno kandidirala za ameriško senatorko, kasneje pa jo je predsednik Richard Nixon imenoval za delegatko v 24. Generalni skupščini ZN. Po tistem je imela več diplomatskih položajev, bila je ameriška ambasadorka v Gani in na Češkoslovaškem, poleg tega pa tudi prva ženska na položaju vodje protokola ZDA. Kot poslovnica je bila v odborih direktorjev več korporacij in drugih organizacij, med njimi The Walt Disney Company, Bank of America, ameriška komisija za UNESCO in National Wildlife Federation.
S prvim možem, igralcem Johnom Agarjem, je imela hči, z drugim, poslovnežem Charlesom Blackom, pa sina in hči. Umrla je za kronično obstruktivno pljučno boleznijo na svojem domu v kraju Woodside, v 86. letu starosti.